# تمام‌کوه
تمام‌کوه یکی از روستاهای مازندرانی زبان شهرستان مهدی‌شهر در استان سمنان است. بر پایهٔ سرشماری سال ۱۳۹۰، جمعیت این روستا ۱۱۲ نفر (۳۱ خانوار) بوده‌است.

## بن‌مایه
1. ↑  آخرين نشانه های باستان از قومس تا تبرستان - محمدرضا گودرزی پروری
2. ↑  «تعداد جمعیت و خانوار تا سطح آبادی براساس سرشماری عمومی نفوس و مسکن ۱۳۹۰». مرکز آمار ایران. بایگانی‌شده از اصلی در ۸ فوریه ۲۰۱۵. دریافت‌شده در ۳ ژوئیه ۲۰۱۵.

- مختصات و ارتفاع